# Renvoi automatique d'appels
Le renvoi automatique d'appels (ou renvoi d'appels ; en anglais, call forwarding ou call diversion) est une fonction téléphonique de certains systèmes de commutation téléphonique qui redirige un appel téléphonique vers une autre destination, par exemple un téléphone mobile, un système de messagerie vocale ou un autre numéro de téléphone où l'appelé désiré est disponible. Le renvoi automatique d'appels a été inventé par Ernest J. Bonanno.
En Amérique du Nord, la ligne transférée sonne généralement une fois pour rappeler à l'utilisateur que le renvoi d'appels est activé. Plus systématiquement, la ligne renvoyée indique son état par une tonalité de manœuvre cadencée. Le renvoi d'appels peut généralement rediriger les appels entrants vers n'importe quel autre numéro de téléphone national, mais le propriétaire de la ligne renvoyée doit payer les frais associés si l'appel entre le numéro effectuant le transfert et la destination est un appel interurbain.
Le renvoi d'appels est généralement activé en composant un code USSD, par exemple *72[réf. souhaitée], suivi du numéro de téléphone vers lequel les appels doivent être transférés et souvent suivi de # (en Europe). Si quelqu'un répond, le renvoi d'appels est en vigueur. Si personne ne répond ou si la ligne est occupée, la séquence d'activation doit être répétée pour effectuer le renvoi d'appel. Le renvoi d'appels est désactivé en composant par exemple les codes *73 ou #21# en Europe.
Le renvoi d'appels nécessite un abonnement auprès de la compagnie de téléphone. L'accès à distance au renvoi d'appels est également disponible dans certaines régions, ce qui permet de contrôler le renvoi d'appels à partir de téléphones autres que le téléphone de l'abonné. Les systèmes de téléphonie VOIP et par câble permettent souvent de configurer et de diriger les renvois d'appels via leur site web.

## Types de renvoi d'appels
Les compagnies de téléphone offrent un ou plusieurs des types de renvois d'appels suivants :
- le renvoi inconditionnel ;
- le renvoi lorsque la ligne est occupée ;
- le renvoi lorsqu'il n'y a pas de réponse ;
- le renvoi selon la région d'origine ou le numéro de l'appelant.

## Utilisation
Le renvoi d'appels augmente l'accessibilité de l'appelé. L'alternative principale est un système de messagerie vocale, mais le renvoi d'appels permet un accès plus direct et rapide à la personne appelée, ce qui peut être préférable pour certains appelants et certaines entreprises appelées.
Avant la disponibilité du renvoi d'appels, les services de réponse commerciaux devaient se connecter physiquement à chaque ligne pour laquelle ils fournissaient une réponse après les heures de travail. Cela nécessitait que leurs bureaux soient situés à proximité du central téléphonique de leurs clients et qu'ils soient alimentés par un câble contenant une paire de fils pour chaque client. Avec le renvoi d'appels, il n'y a pas de connexion physique avec le service téléphonique du client. Les appels sont simplement renvoyés au service de réponse à la fin de la journée ouvrable, généralement sur un numéro de sélection directe à l'arrivée.
Le renvoi d'appels est aussi utile pour augmenter la couverture locale dans les grandes villes. Souvent, une banlieue d'une grande ville doit faire des appels interurbains pour rejoindre les banlieues de l'autre côté de la ville, même si le centre-ville de la ville peut rejoindre toutes les banlieues au moyen d'un appel local. Une entreprise située dans une telle banlieue peut utiliser un numéro du centre-ville renvoyé en permanence à son numéro de banlieue pour permettre à tous ses clients de toutes les banlieues de la rejoindre au moyen d'un appel local.
Lorsque les appels locaux sont gratuits et que les appels interurbains sont coûteux (ce qui est le cas, par exemple, au Canada et aux États-Unis), la zone d'appels locaux plus large d'un centre-ville représente un avantage commercial pour ceux qui y sont situés ou qui y possèdent un numéro. Laval (directement au nord de Montréal) est à un appel interurbain de Longueuil (directement au sud de Montréal). Une entreprise de Laval ayant un numéro du centre-ville de Montréal (par exemple, un numéro de la forme 514- . . . - . . .) transféré à son numéro de Laval peut recevoir des appels de toute la zone d'appels locaux de Montréal sans que l'appelant ait à payer des frais interurbains (les deux tronçons, Laval - Montréal et Montréal - Longueuil, étant chacun un appel local).
Certaines compagnies proposent des renvois d'appels internationaux en attribuant au client un numéro virtuel local qui est renvoyé à une destination internationale. Le numéro est renvoyé en permanence et n'a pas de ligne téléphonique associée. Pour obtenir un numéro entrant d'une autre ville ou région à des fins commerciales, les renvois d'appels sont généralement beaucoup moins coûteux que les lignes hors circonscription, mais sont plus coûteux que la voix sur IP.
Le renvoi d'appels peut également aider les voyageurs qui n'ont pas de forfait de téléphonie cellulaire international et qui souhaitent continuer à recevoir leurs messages vocaux par l'intermédiaire d'une boîte vocale VOIP très facilement à l'étranger.